# عبد الله عبد الهادي
عبد الله عبد الهادي (25 أبريل 1992 سلطنة عمان سلطنة عمان - ) هو لاعب كرة قدم عماني يلعب كمهاجم.

## روابط خارجية
- عبد الله عبد الهادي على موقع الاتحاد الدولي (مؤرشف)  (الإنجليزية)
- عبد الله عبد الهادي على موقع قاعدة بيانات كرة القدم.إي يو (الإنجليزية)
- عبد الله عبد الهادي على موقع ناشيونال فوتبول تيمز (الإنجليزية)
- عبد الله عبد الهادي على موقع Soccerway.com (الإنجليزية)
- عبد الله عبد الهادي على موقع كووورة